# 上海大学

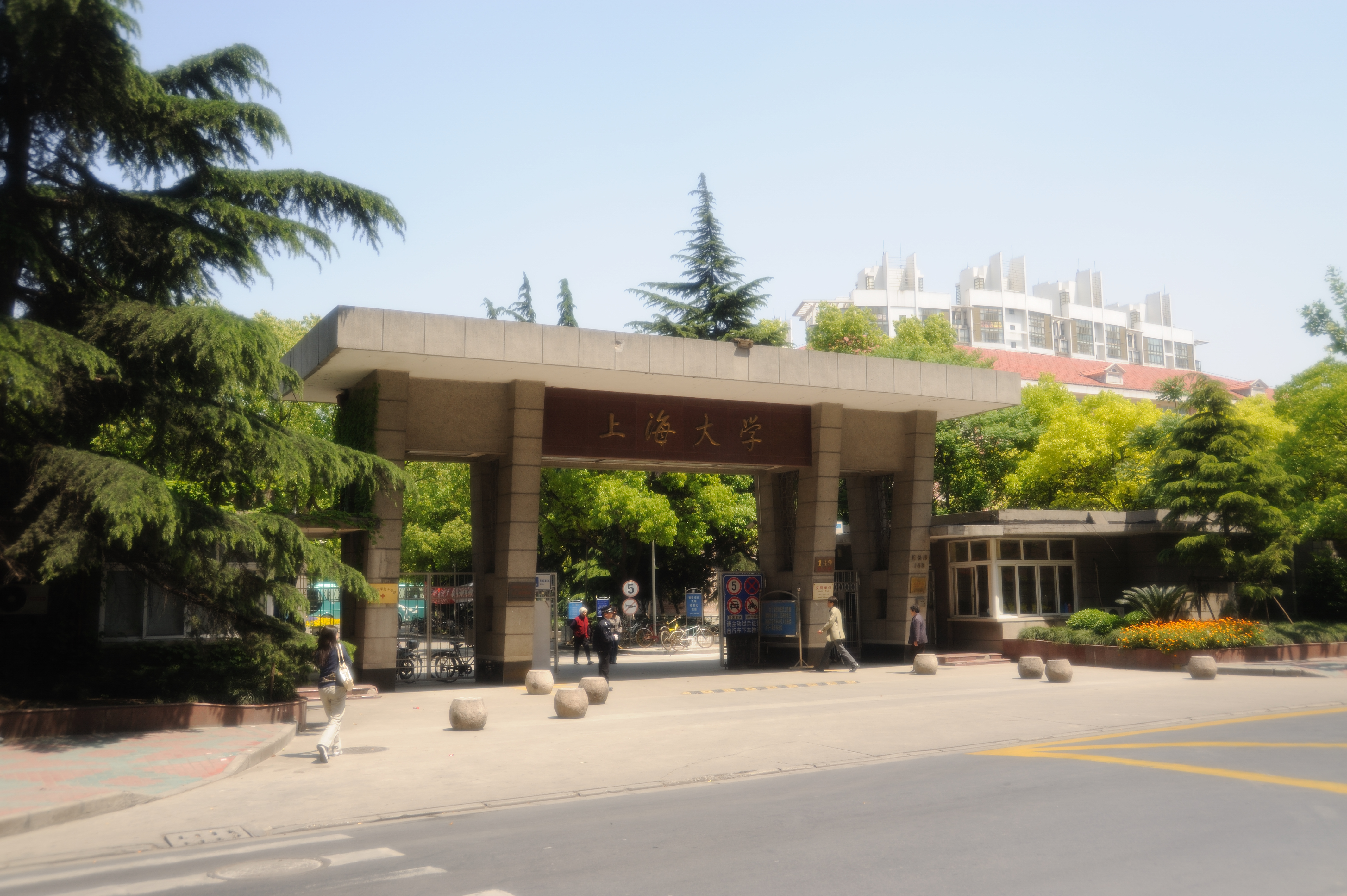
上海大学延長キャンパス

上海大学（シャンハイだいがく、ピンイン：Shànghái Dàxué、英：Shanghai University、略称：上大）は、上海市に所在する中華人民共和国の国立大学である。1922年に第一次国共合作によって創立。1927年、上海クーデターによって中国国民党側が強制閉校。1983年に再建。211工程、双一流の成員校として、中国教育部と上海市政府が共同建設した国家重点大学である。元学長は「中国力学の父」と呼ばれる科学者、教育者、政治家である銭偉長。QS世界大学ランキング489位（2025年）。

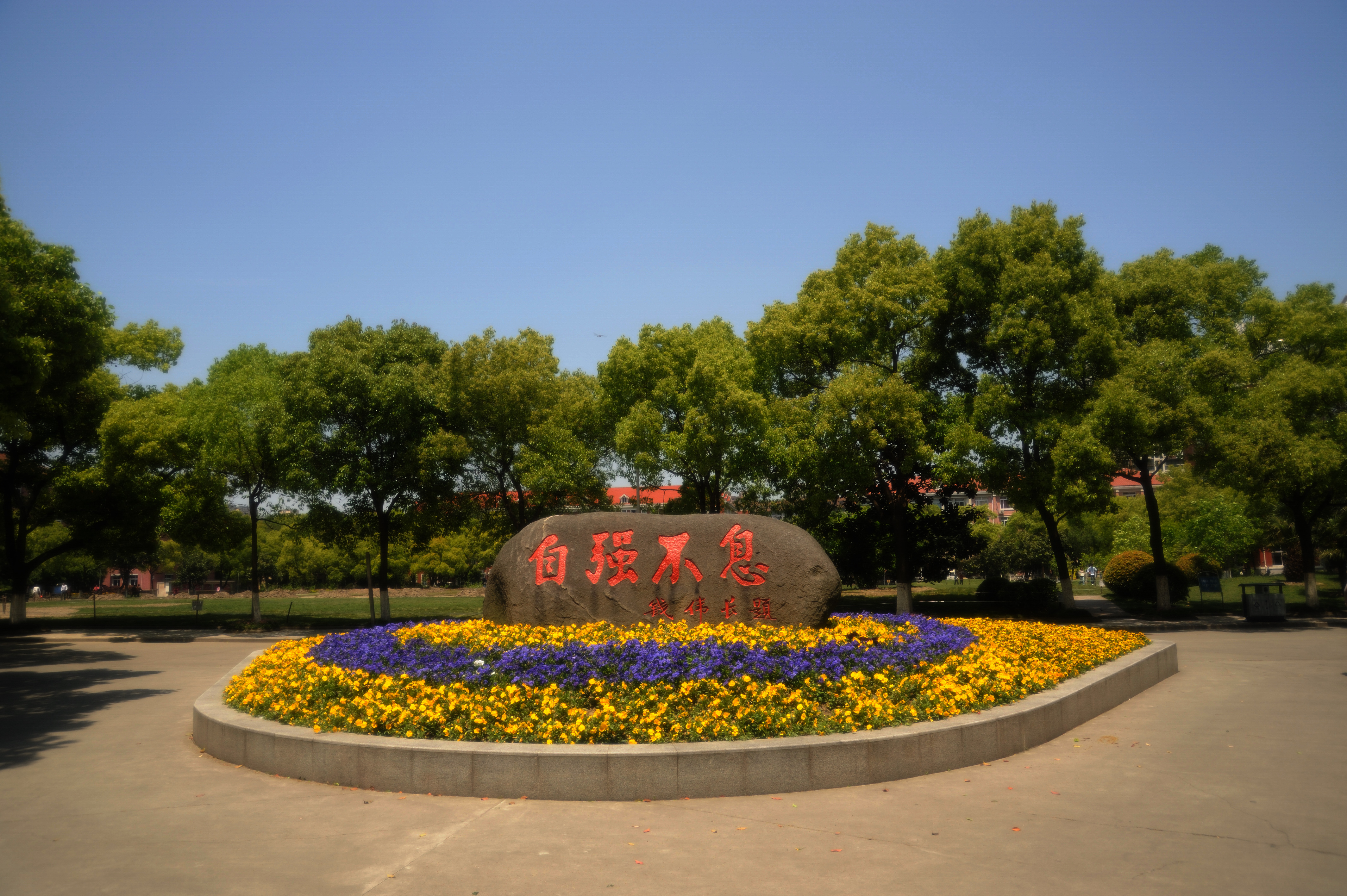
校訓

## 概観

### 基本情報
理科・工科・文科をカバーする国立総合大学で、教員、研究者が3,000人以上、うち中国科学院と中国工程院メンバーが10人、教授380人、助教授780人。面積167万平方メートル、図書館蔵書357万冊。

### 中国大学教育上の位置づけ
銭偉長教授は鄧小平（当時事実上の中国の最高指導者）に、「大学教育の4つの壁を破り、新しい大学を建設する」という理念を載せた願書を提出し、承諾を得て4つの大学（上海工業大学、上海科技大学、上海科技高等専科学校、旧上海大学）から合併し新設された上海大学の学長に就任した。
銭学長の指導のもと、上海大学は「中国新型大学の先駆」として、中国で最初に、「単位制」、「選択科目制」、「三学期制」等の欧米諸国の大学制度を代表とした現代大学教育の新制度を実践している。

### エリート育成コースとリベラルアーツ教育
エリートクラスとリベラルアーツ教育を実施する、有数の中国大学。
「世界最先端の専門知識を持つ、グローバルエリートを育成する」ことを目指す上海大学は、「人文社会科学重点育成クラス」、「経済経営重点育成クラス」、「理科工学重点育成クラス」と命名する3つの重点育成クラスを設立し、毎年入試点の上位1％の新入生を対象としている。
リベラルアーツ教育を導入した上海大学は、「銭偉長学部」と命名するリベラルアーツを教授する学部を設立し、毎年入試点の上位5％の理系新入生を対象としている。

### 大学評価（ランキング）
QS世界大学ランキング（2021年）世界387位。

　QSアジア大学ランキング（2016年）69位。
42位 慶應義塾大学
69位 上海大学

88位 一橋大学

### 受賞
国家技術発明賞　2名
国家科学技術進歩賞　2名
大学科学研究優秀成果賞　32名
上海市科学技術賞1位　15名

## 沿革
- 1922年10月23日、国共合作の下、上海大学として上海市に創立。
- 1927年、上海クーデター後、中国国民党の白崇禧によって閉校。
- 1942年9月19日、汪兆銘の南京国民政府よって、国立上海大学として再開。
- 1947年、閉校。
- 1958年、中国科学院華東分院より、上海科技大学創立。
- 1959年、上海第二科技学校創立。
- 1960年、上海工学院創立。
- 1972年、上海工学院と中国機械部に所属する上海機械学院（現・上海理工大学）合併。
- 1979年、上海工学院と上海機械学院が分離し、上海工業大学に改名。
- 1981年、上海第二科技学校から上海科技高等専門学校に昇進。
- 1983年、復旦大学 上海外国語学院（現・上海外国語大学）、華東師範大学、上海科技大学、上海機械学院の分校と上海美術高等専門学校、上海法律高等専門学校が合併し、「上海大学」が発足。
- 1994年、上海工業大学、上海科技大学、元・上海大学、上海科技高等専門学校を合併して、新上海大学になる。
- 1995年、中華人民共和国教育部により211工程の重点大学と定められる。
- 2019年、上海大学東京校開校（東京都新宿区）

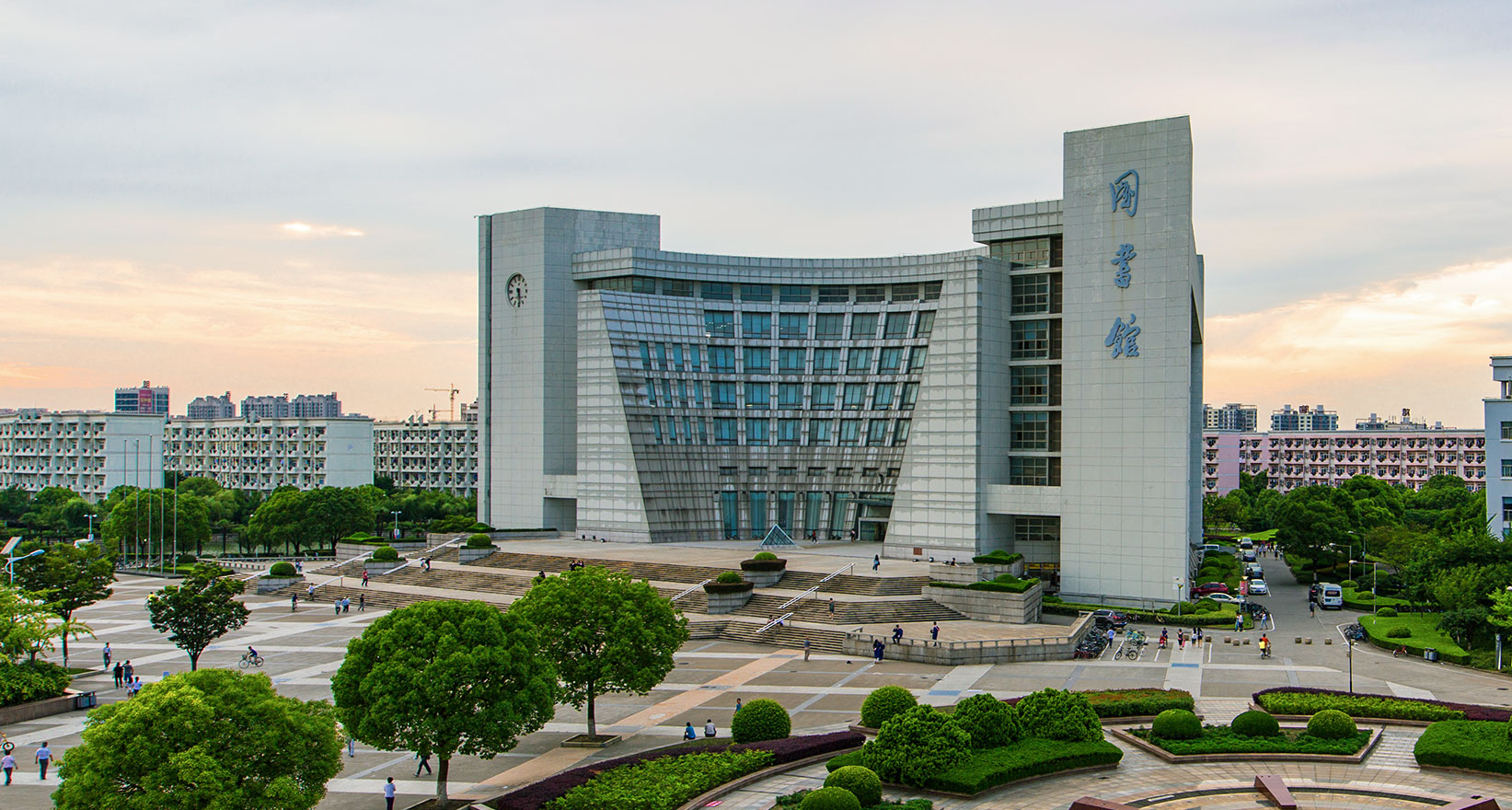
上海大学図書館

## 組織構成

### 学部
理学、文学、外国語、法学、通信・情報工学、計算機工学・科学、機械電気工学・自動化学、材料科学・工学、環境・化学工学、生命科学、美術学、映画学、工商学、マルクス主義学、工学技術学、デジタルアート学、管理学、経済学、社会学、体育学、音楽学、土木工学、継続教育学、国際交流学など20つの学部、58つの学部専攻科目を有する。

### 研究科
100（1級：14, 2級：86）の修士専攻科目、2つの経営管理修士課程（MBAとEMBA）、23（1級：3, 2級：20）の博士課程、9つの博士後期課程を有する。

### 研究所
上海市応用数学と力学研究所、上海電子物理研究所、上海ロボット研究所、上海放射線応用研究所、上海生物医学工程研究所、上海大学冶金と材料研究所、上海光通信技術と通信研究所、上海熱処理技術研究所、上海車金属材料研究工程センター、車用鋼鉄研究所、上海司法研究所、東アジア仏教文化研究センター、社会発展研究センターなどがあり、総計79の研究機構を有する。

## 大学関係者・出身者
教師
- 蔡和森
- 章炳麟
- 胡適
- 郭沫若
- 朱自清
- 茅盾

学生
- 丁玲
- 楊尚昆
- 張治中
- 康生
- 博古
- 陳伯達

## 国家重点学科
冶金、機械電子、力学、社会学、映画学、5つの中国教育部重点学科、1の上海市「重点中の重点」学科、3の上海市重点学科。

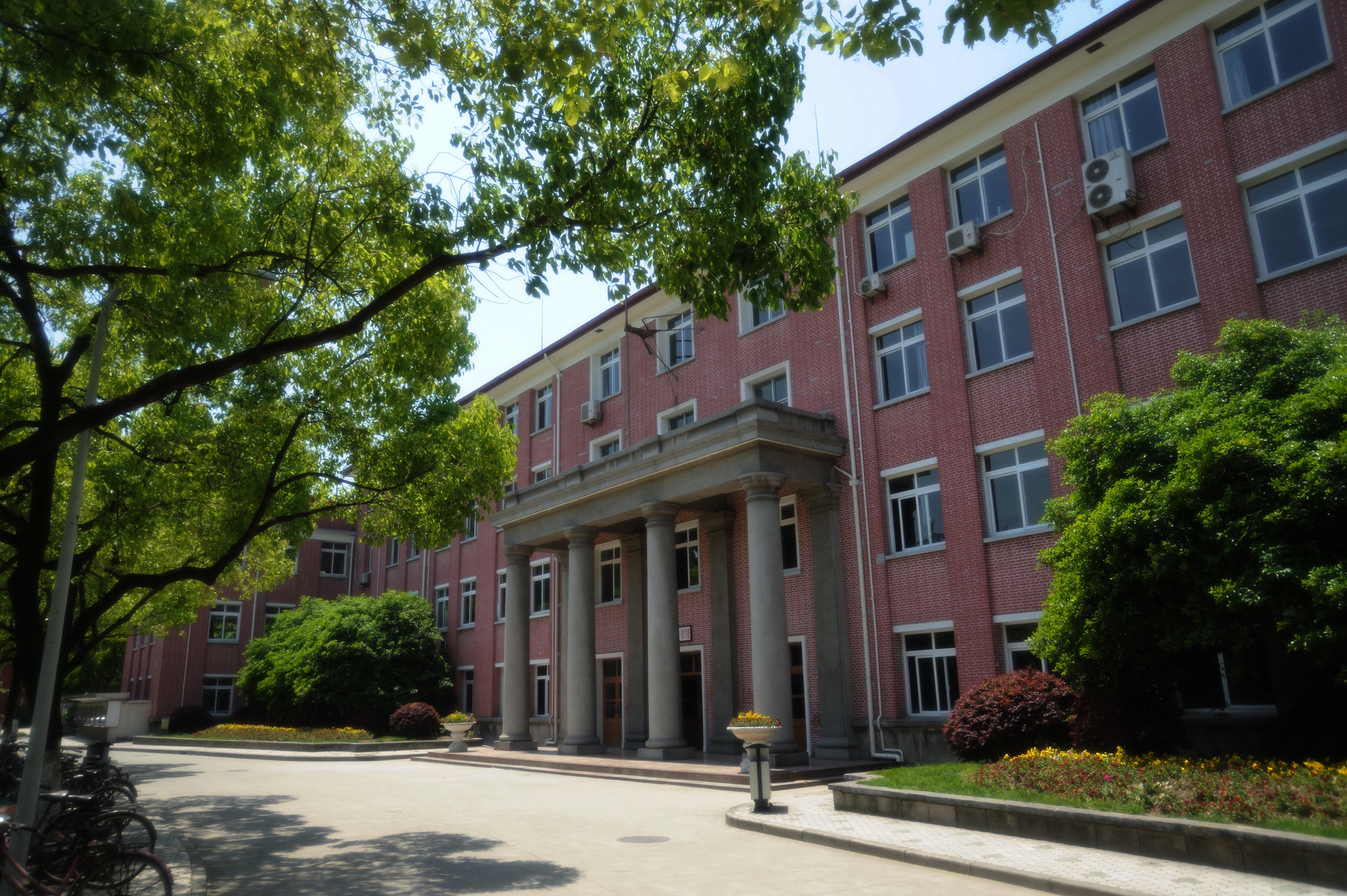
第一教学ビル

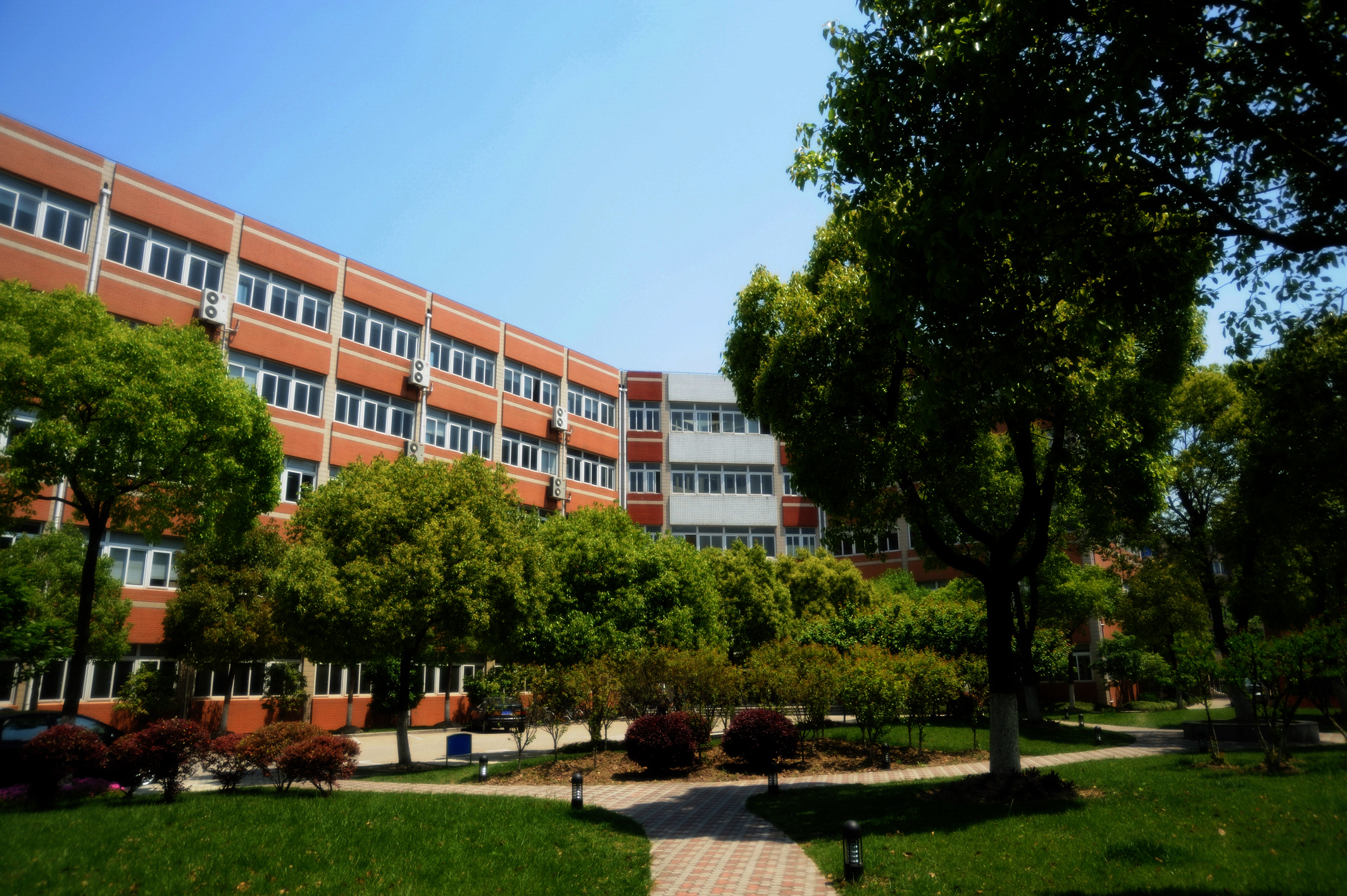
文薈図書館